# Tarik Muharemović
Tarik Muharemović (pronunciación en bosnio: [tâːrik muxâːremoʋitɕ]; Liubliana, Eslovenia, 28 de febrero de 2003) es un futbolista bosnio que juega como defensa en la U. S. Sassuolo Calcio de la Serie B.

## Trayectoria
Comenzó a jugar al fútbol en los clubes locales, SK Austria Kärnten y SK Austria Klagenfurt, antes de unirse a la configuración juvenil del Wolfsberger AC en 2019. Debutó como profesional contra el Red Bull Salzburgo el 25 de abril de 2021, a la edad de 18 años.
El 11 de agosto de 2021 fichó por la Juventus de Turín con un contrato de cuatro años. El 12 de octubre se lesionó la tibia.
En agosto de 2024 fue cedido a la U. S. Sassuolo Calcio.

## Selección nacional
Nació en Eslovenia de padres de ascendencia bosnia, y se trasladó a Austria a una edad temprana. Representó a Bosnia y Herzegovina en varias categorías inferiores.

## Estadísticas

### Clubes
Actualizado al último partido disputado el 25 de febrero de 2024.
| Club                       | Div.          | Temporada     | Liga  | Liga  | Copas nacionales | Copas nacionales | Copas internacionales | Copas internacionales | Total | Total |
| Club                       | Div.          | Temporada     | Part. | Goles | Part.            | Goles            | Part.                 | Goles                 | Part. | Goles |
| -------------------------- | ------------- | ------------- | ----- | ----- | ---------------- | ---------------- | --------------------- | --------------------- | ----- | ----- |
| Wolfsberger AC · Austria   | 1.ª           | 2020-21       | 6     | 0     | 0                | 0                | —                     | —                     | 6     | 0     |
| Wolfsberger AC · Austria   | Total club    | Total club    | 6     | 0     | 0                | 0                | 0                     | 0                     | 6     | 0     |
| Juventus Next Gen · Italia | 3.ª           | 2022-23       | 13    | 1     | 3                | 0                | —                     | —                     | 16    | 1     |
| Juventus Next Gen · Italia | 3.ª           | 2023-24       | 26    | 1     | 1                | 0                | —                     | —                     | 27    | 1     |
| Juventus Next Gen · Italia | Total club    | Total club    | 39    | 2     | 4                | 0                | 0                     | 0                     | 43    | 2     |
| Total carrera              | Total carrera | Total carrera | 45    | 2     | 4                | 0                | 0                     | 0                     | 49    | 2     |

## Palmarés

### Campeonatos nacionales
| Título  | Club           | País   | Año     |
| ------- | -------------- | ------ | ------- |
| Serie B | U. S. Sassuolo | Italia | 2024-25 |